# Johann Georg Heinrich Salmuth
Johann Georg Heinrich Salmuth (* 5. April 1762 in Güsten; † 27. Mai 1825 ebenda) war ein deutscher Arzt und herzoglich anhalt-köthenscher Kammerrat.

## Herkunft
Johann Georg Heinrich, auch Johann Christian Heinrich oder Johann Carl Salmuth, war der jüngste Sohn des köthenschen Geheimen Kabinetsrats Johann Christian Ludwig Beringer gen. Salmuth (* 1. Dezember 1730 in Güsten; † 5. November 1809 in Köthen), Aktuar des Amts Warmsdorf, Mitglied der gelehrten Gesellschaft zu Frankfurt an der Oder, und der Sophie Louise Braunbehrens (* 5. April 1739 Opperode; † 28. Juni 1771 Köthen), Tochter des Johann Andreas Braunbehrens (* 3. Dezember 1702 Quedlinburg; † 14. September 1782 Giersleben) und Tante des Anton von Braunbehrens.

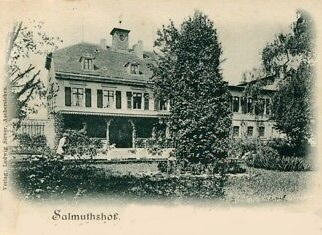
Salmuthshof 1900

## Leben
Nach Schulausbildung in Köthen und auf dem Pädagogium zu Halle beschäftigte er sich ebendort vorübergehend mit Arzneiwissenschaft, bevor er 1781 an die Universität Göttingen wechselte. Dort erhielt er am 14. November 1783 die Doktorwürde in Chirurgie und Medizin. Die seinem Vater gewidmete
Inaugural-Dissertation de Diagnosi Puris wurde in der Offizin Johann Albrecht Barmeier zu Göttingen veröffentlicht. Sodann betrieb er medizinische Weiterbildung in Köthen bis 1786, wonach er, einer Berufung als anhalt-köthenscher Physikus für die Grafschaft Warmsdorf folgend, zurück nach Güsten zog. Dort war er Gutsbesitzer der Lehmannschen Güter und auf dem „Salmuthshof“, so dass er parallel als Landwirt sowie als praktizierender Arzt tätig war. Er heiratete seine Gattin Ernestine Elisabeth Wagner, mit der er fünf namentlich bekannte Kinder bekommen sollte. 1791 und 1792 wurde er mit wenigstens 2 Morgen Ackerland auf der Strummendorfer Mark belehnt. In den Folgejahren wurde er zum Bezirksphysikus und 1799 auch zum herrschaftlichen Rentbeamten mit dem Titel eines herzoglich anhalt-köthenschen Kammerrats befördert. Aufgrund seiner Verdienste als Beauftragter der Rentkammer in allen fürstlichen Gütern  und für den Landbau sowie das Grenz- und Bauwesen sollte er zudem 1811 als Abgeordneter in die damals neu errichtete Köthensche Ständeversammlung berufen werden, deren Deputierter er lebenslang blieb.
Anlässlich einer Ausschreibung der königlichen Gesellschaft der Wissenschaften Göttingen im Jahr 1798 zur Inokulation der Pocken bei den Schafen publizierte er seine Erfahrungen mit der Schafpocken-Impfung. Seine Publikation wurde mit einem Preis ausgezeichnet und mehrfach, etwa 1799 im Hannoverschen neuen Magazin und 1804 bei der Aue’schen Buchhandlung in Köthen, in Druckform herausgegeben. Im Dezember 1808 verfasste er ein Gutachten über Milzbrand bei Rindern.
Seine letzten veterinärmedizinischen Abhandlungen 1823 beschäftigten sich mit der Drehkrankheit bei Schafen, und dank dieser nutzbringenden Veröffentlichungen wurde er in die königlich-sächsische ökonomische Gesellschaft und als Ehrenmitglied in die Märkische ökonomische Gesellschaft zu Potsdam aufgenommen. Bald danach verstarb er jedoch unerwartet durch einen plötzlichen Schlagfluss. Er wurde als erster in einem Gruftgebäude der Familie auf dem Friedhof in Giersleben beigesetzt.

## Familie
- Johann Heinrich Ludwig Salmuth (* 19. Januar 1787 Güsten; † 11. September 1866 ebd.) Nachfolger im Besitz der Lehmannschen Güter und des Salmuthshofs; ⚭ Johanne Wilhelmine Braunbehrens (* 1787 Giersleben; † 1860 Güsten), Schwester des Anton von Braunbehrens
  - Johann Adam Carl Heinrich Salmuth (* 24. Juli 1816 Westdorf; † 11. Juni 1873 Giersleben); ⚭ Agnes Sophie Dorothea von Braunbehrens (* 23. Juni 1820 Giersleben; † 11. Juni 1895 Dessau), Tochter des Anton von Braunbehrens (* 1792 in Giersleben; † 1859 ebenda)
    - Johann Heinrich Carl Anton Ludwig Salmuth (* 9. Mai 1846 Westdorf; † 29. August 1921 Salmuthshof)
    - Friedrich Ernst Werner Anton von Salmuth (* 31. Mai 1853 Westdorf; † 31. Oktober 1926 Braunschweig) Oberstleutnant; ⚭ Helene Hörstel (* 1866; † 1953 Braunschweig)
      - Anton Wilhelm Ludwig Hermann Freiherr von Salmuth (* 29. März 1886 Braunschweig; † 1924)
      - Hans Eberhard Kurt Freiherr von Salmuth (* 1888 Metz; † 1962) Generaloberst
        - Hans-Dieter von Salmuth (* 24. Mai 1924 in Königsberg)
        - Hans-Henning von Salmuth (* 23. September 1927 in Königsberg)

      - Joachim Freiherr von Salmuth (* 12. April 1894 Braunschweig; † 1976 ebd.)

  - Johann Friedrich Gustav Salmuth  (* 9. Februar 1820 Westdorf; † 1883)
- Johanne Henriette Dorothea Salmuth (* 29. Mai 1789 Güsten; † 1840)
- Johann Friedrich Wilhelm Heinrich Salmuth (* 6. März 1791 Güsten; † 1829)
- Johann Karl Wilhelm Salmuth (* 25. Januar 1793 Güsten)
- Johann Friedrich Anton Salmuth (* 10. Dezember 1794 Güsten; † 1851)

## Werke
- Dissertatio Inauguralis Medica De Diagnosi Puris, Göttingen 1783
- Gekrönte Preisschrift über die Einimpfung der Schafpocken, Köthen 1804
- Drehkrankheit der Schafe und das neue Strak'sche dagegen enpfohlene Mittel in: Land- und Hauswirth, Nr. 16, 1823